# Georg von und zu Franckenstein
Georg von und zu Franckenstein (ur. 18 marca 1878 w Dreźnie, zm. 15 października 1953 w Kelsterbach) – austriacki dyplomata.
Był ambasadorem austriackim w Londynie od 1920 do 1938 roku, kiedy to narodowi socjaliści nakazali mu powrót do kraju. Franckenstein nie usłuchał i został w Anglii. W Anglii poślubił w maju 1939 Edith King, z którą miał syna Clementa. Kawaler Krzyża Wielkiego Orderu Wiktorii.